# Čaglin
Čaglin es un municipio de Croacia en el condado de Požega-Eslavonia.

## Geografía
Se encuentra a una altitud de 140 m s. n. m. a 207 km de la capital nacional, Zagreb.

## Demografía
En el censo 2011 el total de población del municipio fue de 2 723 habitantes, distribuidos en las siguientes localidades:
- Čaglin -  591
- Darkovac - 16
- Djedina Rijeka - 129
- Dobra Voda - 16
- Dobrogošće - 12
- Draganlug - 3
- Duboka - 64
- Imrijevci - 29
- Ivanovci - 20
- Jasik - 2
- Jezero - 8
- Jurkovac - 21
- Kneževac - 89
- Latinovac - 68
- Migalovci - 129
- Milanlug - 200
- Mokreš - 20
- Nova Lipovica - 37
- Nova Ljeskovica - 486
- Novi Zdenkovac - 10
- Paka - 33
- Ruševo - 265
- Sapna - 77
- Sibokovac - 36
- Sovski Dol - 121
- Stara Ljeskovica - 33
- Stari Zdenkovac - 4
- Stojčinovac - 36
- Veliki Bilač - 36
- Vlatkovac - 85
- Vukojevica - 76

| Gráfica de población de Čaglin 1857-2011                            |
|                                                                     |
| Según los censos de población de la oficina estadística de Croacia. |